# Новозибків
Новозибків (рос. Новозыбков) — місто обласного підпорядкування в Російській Федерації, адміністративний центр Новозибківського району Брянської області. Розташований на відстані 188 км від Брянська. Населення міста становить 41 932 особи (2009).

## Географія
Новозибків розташований на невеликій річці Корна, притоці річки Іпуть, басейн Сожу. На південній околиці протікає ще одна річка — Деменка, теж притока Іпуті.

## Історія
Місто засноване як слобода Зибка. Перші письмові згадки — в універсалі полковника Стародубського полку М. А. Миклашевського в 1701 році. Першими поселенцями були старообрядці-втікачі з центральних областей Росії, які оселилися на берегах озера Зибкого, неподалік від українських сіл Людкове та Тростань. Входило до складу Топальської сотні Стародубського полку. Основним заняттям селян в XVII — першій половині XVIII століть були переробка продуктів сільського господарства (виробництво канатів, олії, мила, шкіри) та дрібне ремесло (дерев'яний реманент, сани, дуги), а також торгівля. В 1708–1709 роках селяни активно брали участь у війні проти шведів. 30 січня (11 лютого) 1809 року посад Новозибків отримав статус повітового міста, центру Новозибківського повіту. Під час Наполеонівських воєн 1812 року в місті був сформований повітовий загін Чернігівського ополчення, який в складі Брянсько-Чернігівського ополчення та корпусів Ратта й Барклая-де-Толлі брали участь в боях під Могильовим, Оршею, взятті міст Замостя та Франкфурт-на-Майні. В 1860-их роках в Новозибкові був збудований перший сірниковий завод; в 1880-их роках кількість сірникових фабрик та заводів досягло 10, а річний прибуток склав 740 тис. руб. В 1887 місто було приєднано до залізниць Росії. 22 травня (4 червня) 1908 року було створене «Російське товариство сірникової торгівлі» (РОСТ), яке утримувало майже повну монополію на виробництво сірників в імперії (окрім 2 заводів на Далекому Сході).
У 1917 в Новозибкові базувався загін Українського Вільного козацтва в числі 50 вільних козаків під керівництвом підстаршини Андросюка.
До 1919 року місто перебувало у складі України.
Після аварії на Чорнобильській АЕС, на південний захід від міста починається непридатна для життя зона.

## Населення
| Рік  | Населення |
| ---- | --------- |
| 1897 | 15 500    |
| 1920 | 14 200    |
| 1926 | 19 900    |
| 1939 | 24 500    |
| 1959 | 25 900    |
| 1970 | 34 400    |
| 1979 | 41 200    |
| 1989 | 44 900    |
| 2002 | 43 038    |
| 2008 | 42 178    |
| 2009 | 41 932    |

## Освіта та культура
В місті функціонують 13 дошкільних закладів, 9 шкіл, 2 ПТУ, 3 технікуми, філіал Брянського державного університету (відкритий в 1995 році), корекційна школа-інтернат.

## Галерея

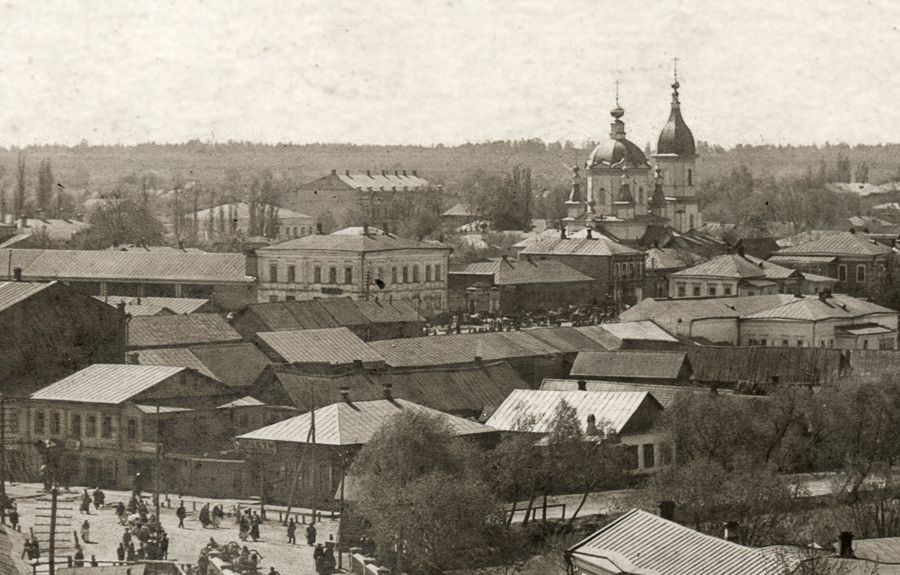
Новозибків за часів Української Держави. 1918-й рік.
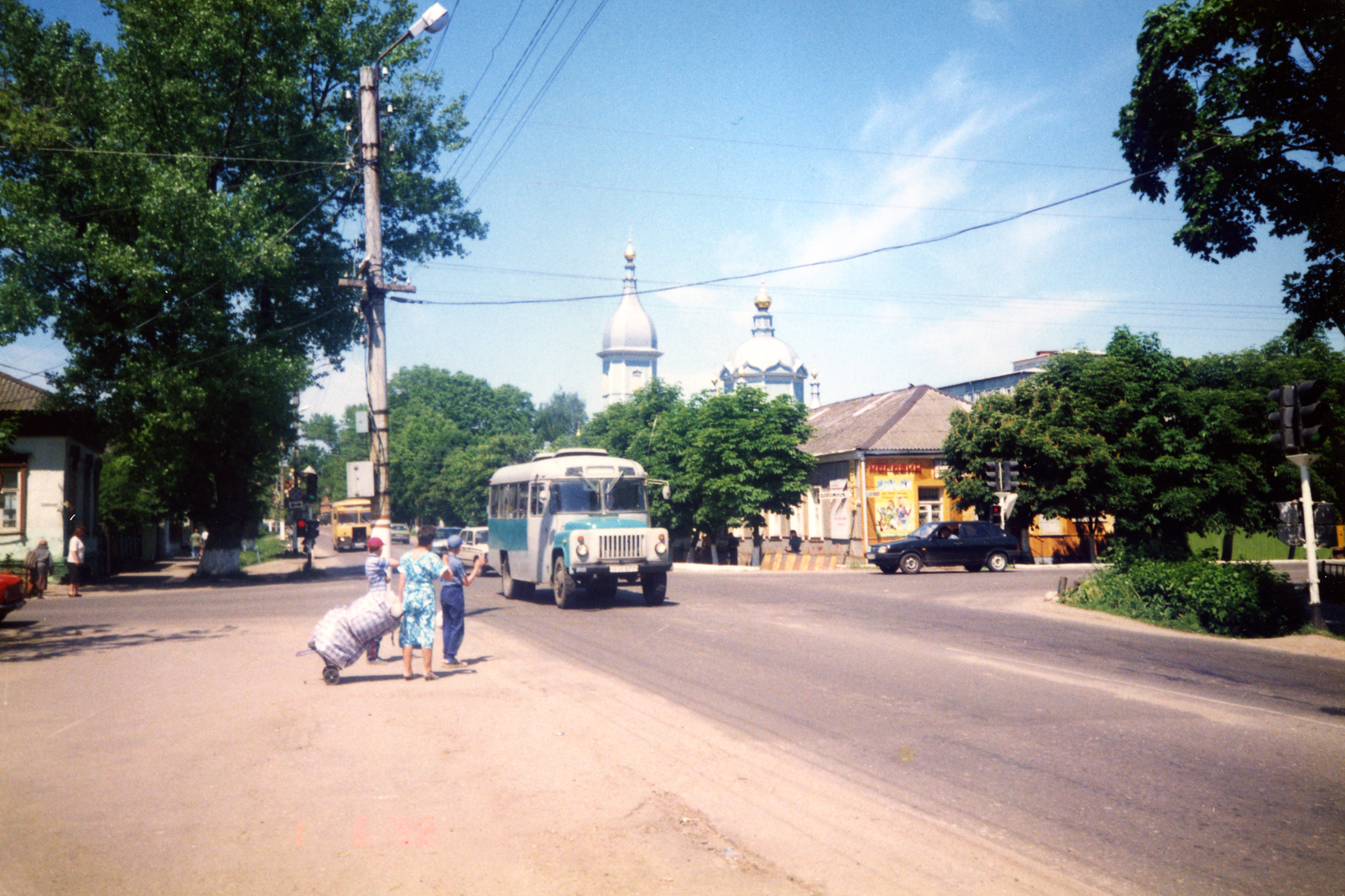
У центрі Новозибкова. 1998-й рік.
Новозибківський вокзал після ліквідації сполучення з Україною.
«Українофільська» стела у Новозибкові — Новозибків понад 200 років входив до території України.
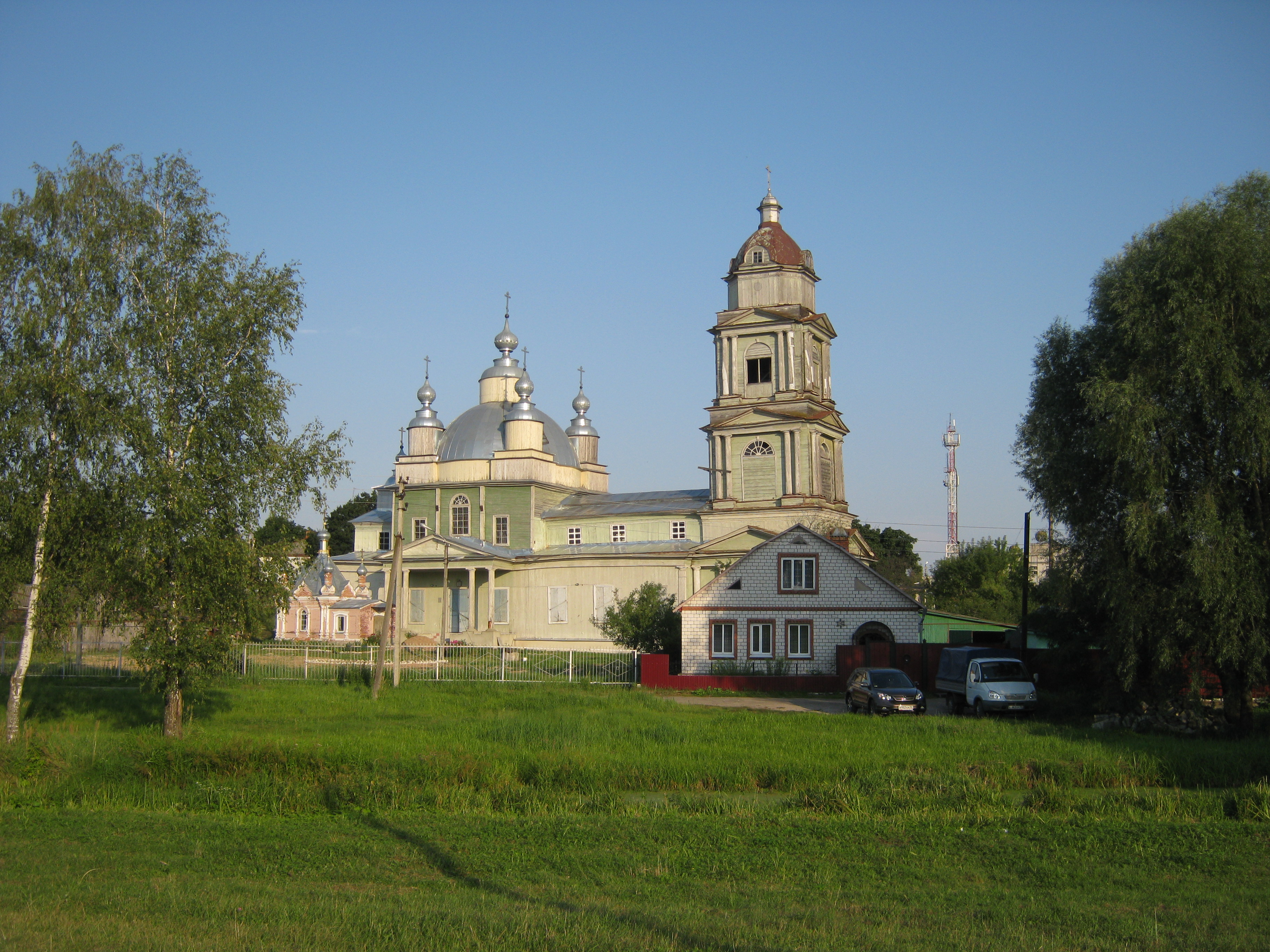
Миколо-Різдвяна церква
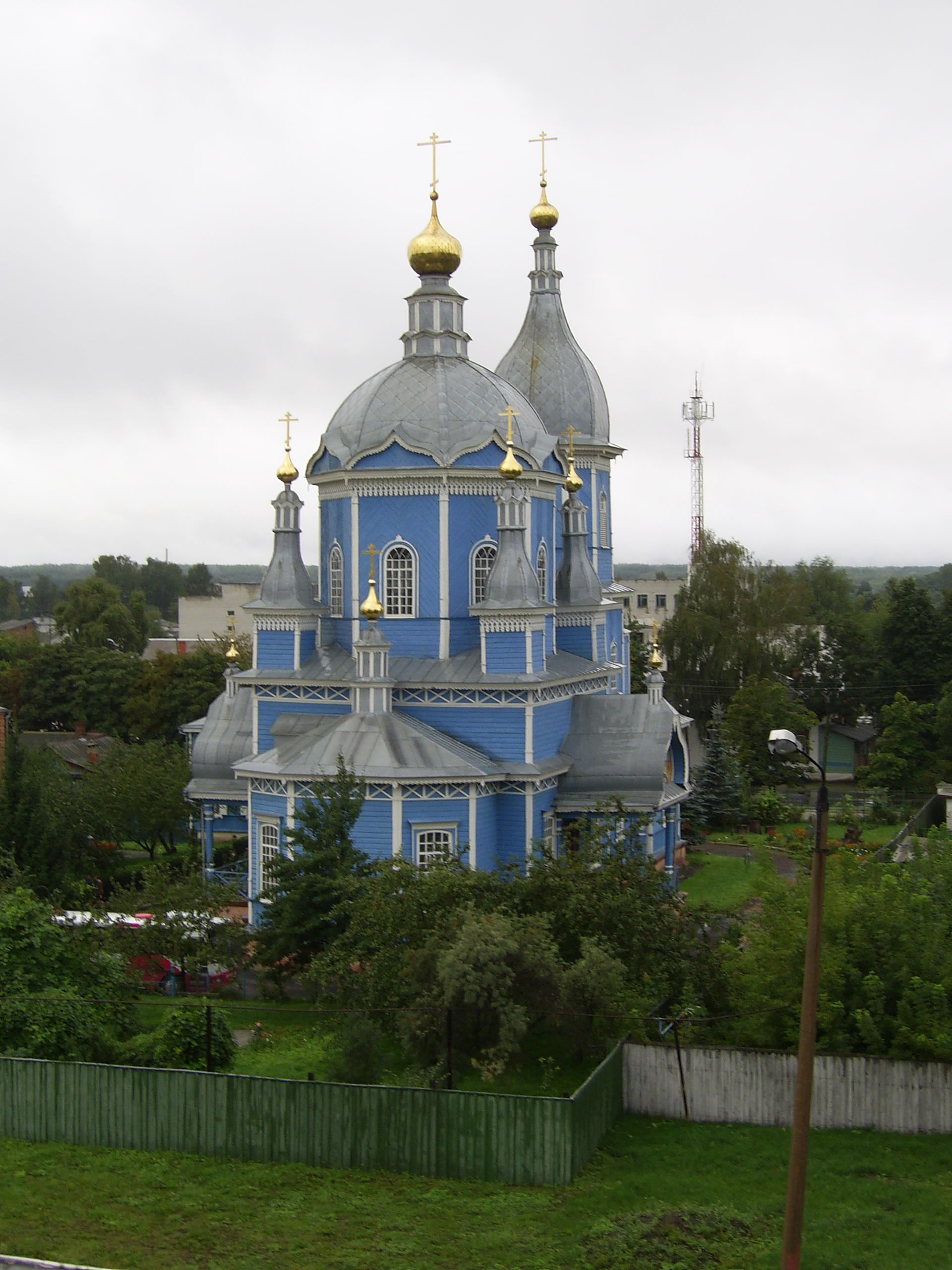
Спасо-Преображенська церква
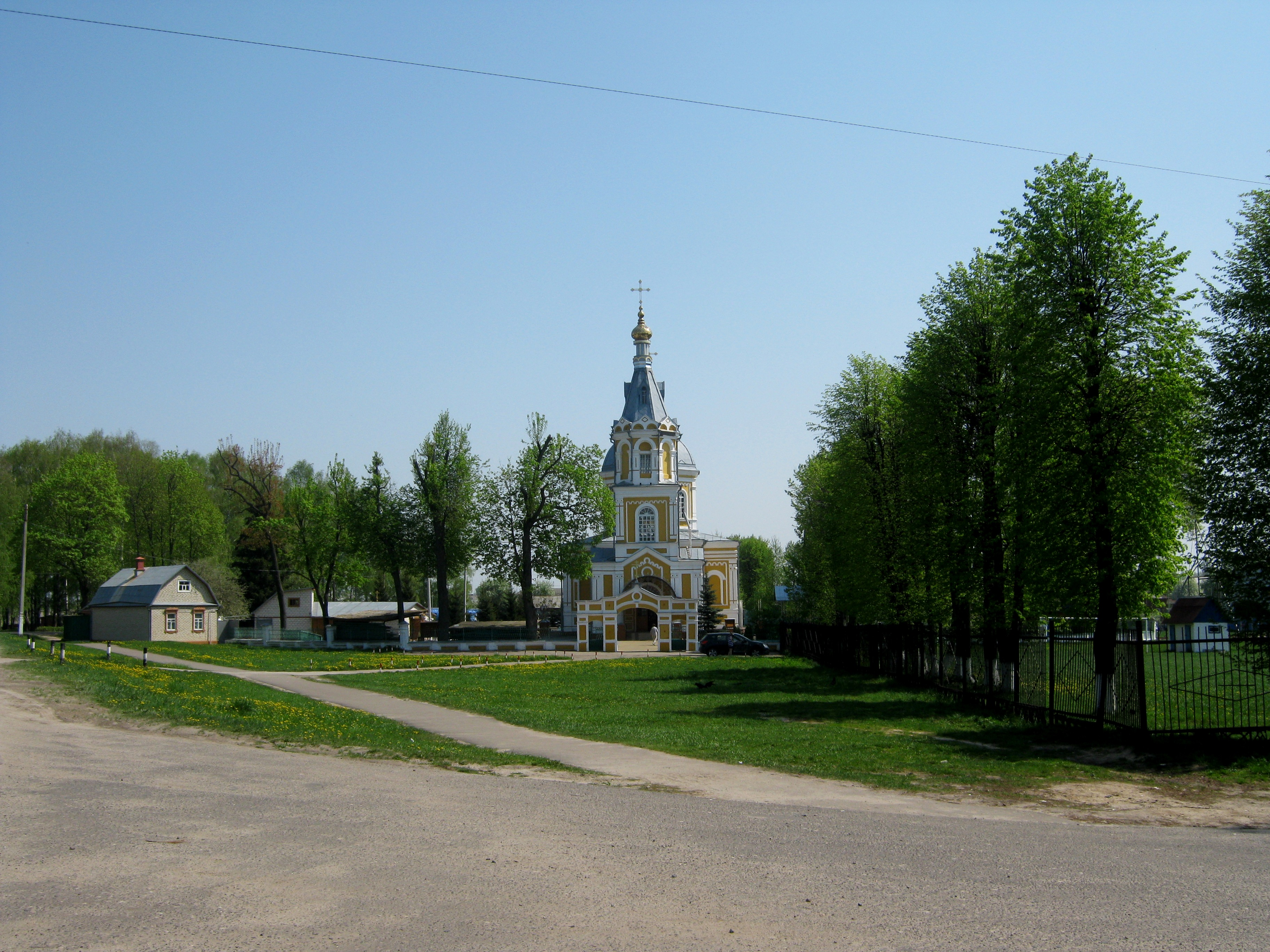
Чудо-Михайлівська церква

## Відомі люди
- Шалагінов Борис Борисович —  український літературознавець, доктор філологічних наук, професор, дослідник західно-європейської літератури.
- Алексєєв Ростислав Євгенович — суднобудівник.
- Годлін Михайло Михайлович — український радянський ґрунтознавець.
- Дибенко Павло Юхимович — більшовик, перший наркомвійскмор.
- Драгунський Давид Абрамович — генерал-полковник, двічі Герой Радянського Союзу
- Калуга Василь Іванович — український графік
- Рошаль Григорій Львович (1898-1983) — радянський режисер
- Пустовойтов Федір Степанович (1912—1989) — український художник.